# The CHEMISTRY joint album
『the CHEMISTRY joint album』（ザ・ケミストリー・ジョイント・アルバム）は、CHEMISTRY4枚目のコンセプト・アルバム。2009年3月11日発売。発売元はデフスターレコーズ。

## 解説
CHEMISTRYが2001年のデビューから続けてきた「a CHEMISTRY joint」のコンセプト・アルバム。
本作は過去のjoint曲・新たなアーティストとのjoint曲が収録されたアルバム。CHEMISTRYとのjointに加え、川畑要とのjointで大沢伸一・COMA-CHI。堂珍嘉邦とのjointではケイコ・リー・TICAなど、川畑・堂珍それぞれがリスペクトしているミュージシャンとのコラボも含む。「SUPERSTAR」は制作当初スローテンポサウンドであったが谷口尚久により現行の形にアレンジされた。全12曲収録。
a chemistry joint000「Point of No Return（ケツメイシのremix。）」から始まったjointシリーズは本作の「アンドロメダ」で、joint070となった（000から始まっているため70作目ではない。詳細はリンク記載の公式jointページを参照。ソロ作はextraになっている）。

## 収録曲
1. SUPERSTAR / CHEMISTRY×布袋寅泰
  - 作詞：L.L BROTHERS／作曲：川畑要・谷口尚久／編曲：今井了介
  - 2009年TBS系プロ野球中継「ザ・プロ野球」テーマ曲。
2. a Place for Us / CHEMISTRY×古内東子
  - 作詞：古内東子／作曲：川畑要・谷口尚久／編曲：宗像仁志
  - 26thシングル。
3. ALIVE / CHEMISTRY with ジェイク・シマブクロ×宮本笑里
  - 作詞：田中花乃・堂珍嘉邦・ジェイク・シマブクロ・宮本笑里
  - 作曲：川畑要・谷口尚久／編曲：塩川満己
  - 日本テレビ系「ズームイン!!SUPER」・「ズームイン!!サタデー」冬の天気テーマソング。
4. Instinct / KANAME×COMA-CHI
  - 作詞：川畑要・COMA-CHI／作曲：川畑要・谷口尚久／編曲：谷口尚久
5. Party Nite / KANAME×SHINICHI OSAWA
  - 作詞：BOO／作曲：SHINICHI OSAWA／編曲：SHINICHI OSAWA・川畑要
6. キミマツボク /CHEMISTRY×劇団ひとり
  - 作詞：劇団ひとり／作曲：SASA／編曲：UTA
7. Why Baby feat. CHEMISTRY / GIANT SWING
  - 作詞：MICHICO・L.L BROTHERS／作曲：MICHICO・L.L BROTHERS,T.KURA／編曲：T.KURA
  - 『GIANT SWING DELI』に収録。
8. 月の舟 / CHEMISTRY
  - 作詞：森雪之丞／作曲：中崎英也／編曲：石井マサユキ
  - 池田聡のカバー。『Words of 雪之丞』に収録。
9. RAINBOW / 堂珍嘉邦×ケイコ・リー
  - 作詞：堂珍嘉邦・横田はるな／作曲：原田アツシ／編曲：ケイコ・リー
10. アンドロメダ / 堂珍嘉邦×TICA
  - 作詞・作曲・編曲：石井マサユキ
11. 自転車泥棒 / CHEMISTRY 
  - 作詞・作曲：手島いさむ／編曲：ICEDOWN
  - 『ユニコーン・トリビュート』に収録。
12. ずっと読みかけの夏 feat.CHEMISTRY / Tomita Lab
  - 作詞：糸井重里／作曲・編曲：冨田恵一

## 演奏
- 布袋寅泰：Guitar & Chorus (#1)
- 古内東子：Vocals (#2)
- 宗像仁志：Sound Produce, Programming, Percussions & Kalimba (#2)
- ジェイク・シマブクロ：Ukurere (#3)
- 宮本笑里：Violin (#3)
- COMA-CHI：Rap (#4)
- 大沢伸一：Sound Produce, Vocal Arrangement & Direction (#5)
- UTA：Sound Produce (#6)
- T.KURA：Produce & All Instruments (#7)
- 高野勲：Keyboards (#8)
- 石井マサユキ (TICA)：Programming & All Instruments (#8.10)
- ケイコ・リー：Piano, Sound Produce (#9)
- 野力奏一：Keyboards (#9)
- 岡沢章：Bass (#9)
- 渡嘉敷祐一：Drums (#9)
- 武田カオリ (TICA)：Vocals (#10)
- ICEDOWN：Programming & All Instruments (#11)
- 冨田恵一：Instruments & Treatments (#12)
- 三沢またろう：Percussion (#12)
- 山本拓夫、高桑英世：Flute (#12)
- 西村浩二：Flugelhorn (#12)
- 広原正典：Trombone (#12)
- 金原千恵子ストリングス：Strings (#12)